# OCA2
OCA2 (ang. oculocutaneous albinism II) – ludzki gen w locus 15q11.2-q12 odpowiedzialny za dostawę substratów do tyrozynazy w biosyntezie melaniny. Ma silny wpływ na kolor oczu. Jego ekspresję reguluje gen HERC2.

## Wpływ OCA2 na kolor oczu
Dziedziczenie koloru tęczówki oczu jest znane powszechnie. W szkołach uczy się, że kolor oczu jest cechą, którą dziedziczy się tylko przez jeden gen, a brązowy dominuje nad niebieskim. W takim wypadku nie byłoby szans na narodziny brązowookiego dziecka, jeśli oboje rodzice mają niebieskie oczy. W rzeczywistości sprawa z kolorem oczu jest bardziej skomplikowana. Za barwę oka odpowiada wiele genów, ale dwa mają najwyższy wpływ. W genie OCA2 występują dwa allele, dominujący i recesywny. Homozygoty recesywne posiadają oczy w kolorze niebieskim, a heterozygoty i homozygoty dominujące brązowy, chyba że HERC2 zahamuje ekspresję OCA2. Dochodzi do tego u homozygot recesywnych pod względem genu HERC2 (gen ten również posiada allel dominujący i recesywny). Aby oczy danej osoby były brązowe musi mieć chociaż po jednym allelu dominującym w obu genach, w przeciwnym razie melaniny wytworzy się za mało, aby barwa oka była ciemniejsza. Poza tymi genami za kolor oczu odpowiedzialne są inne geny, jednak te dwa mają główny wpływ.

## Zespół AngelmanaiPradera-Williego
Delecja powodująca oba zespoły obejmuje m.in. locus, na którym znajduje się OCA2. Ma to związek z obniżoną pigmentacją.